# Dietlinde Gipser
Dietlinde Gipser (* 5. Februar 1941 in Gelsenkirchen; † 13. Januar 2023) war eine deutsche Soziologin. 

## Leben
Gipser studierte Soziologie, Psychologie, Politologie, Sozialpädagogik und Vergleichende Erziehungswissenschaften in Freiburg und Hamburg, wurde 1975 mit einer Arbeit über Mädchenkriminalität promoviert und lehrte seit 1976 an der Universität Hannover, erst als Akademische Rätin, seit 1984 als Professorin für Sonderpädagogische Soziologie. Von 1999 bis 2004 war sie Gleichstellungsbeauftragte des Fachbereichs Erziehungswissenschaften der Universität. 
Gipser war zudem Psychodrama-Therapeutin, arbeitete seit 1979 mit den Methoden des Theater der Unterdrückten nach Augusto Boal basierend auf Paulo Freire und hat zu diesen Themen publiziert.

## Publikationen (Auswahl)
- Mädchenkriminalität: soziale Bedingungen abweichenden Verhaltens. Juventa-Verlag, München 1975, ISBN 3-925962-02-6.
- Katzen im Regen. Das Drama mit dem Psychodram. Edition Zebra, Hamburg 1989 (mit Sabine Kunze), ISBN 3-925962-02-6.
- Aber bitte mit Sahne! Von der Last zur Lust am Essen. Theorie- und Praxisbuch zum Umgang mit Essstörungen. Edition Zebra, Hamburg 1996 (mit Kathrin Beyer), ISBN 3-928859-03-X.
- Bühne frei für Forschungstheater. Theatrale Inszenierungen als wissenschaftlicher Erkenntnisprozess. Paulo Freire Verlag, Oldenburg 2007 (mit Margret Bülow-Schramm und Doris Krohn (Hrsg.)), ISBN 978-3-86585-317-2.
- Der Fürsorge entkommen, der Forschung nicht. Das Lieselotte Pongratz-Projekt: "Lebensbewährung nach öffentlicher Erziehung". Hamburger Kinder nach Krieg und Heim. Blicke auf 55 Jahre Forschung. Edition Zebra, Hamburg 2011 (mit Heiner Zillmer), ISBN 978-3-928859-07-3.